# Alex Rodrigo Dias da Costa
Alex Rodrigo Dias da Costa (Niterói, 17 juni 1982) is een Braziliaans voormalig voetballer die bij voorkeur in de verdediging speelde. Hij kwam van 2002 tot en met 2016 uit voor achtereenvolgens Santos, PSV, Chelsea, Paris Saint-Germain en AC Milan. Hij speelde van 2003 tot en met 2008 zeventien keer in het Braziliaans voetbalelftal. Alex kreeg in zijn tijd bij PSV de bijnaam De Tank.

## Clubcarrière
Alex maakte in het seizoen 2004/05 deel uit van het trio Brazilianen van PSV dat een sleutelrol vervulde in de kwartfinale Champions League tegen Olympique Lyon. Gomes en de in de winterstop overgekomen Robert maakten het trio compleet. Al snel werd Alex door de fans van PSV op handen gedragen. Hij gold tijdens zijn eerste seizoen voor PSV als een van de steunpilaren van het elftal, dat de halve finale van de Champions League bereikte. De Braziliaan is verder ook bekend om zijn kiezelharde vrije trappen, die regelmatig in de Nederlandse Eredivisie te zien zijn geweest. Zijn robuuste optreden en zijn imposante verschijning, hij weegt ruim 90 kilogram bij een lengte van 1,88 meter, levert hem de bijnaam de Tank op, een naam die trainer Guus Hiddink voor hem heeft verzonnen. Alex speelde 84 wedstrijden voor PSV, scoorde 11 keer, maar deed veelal in de Champions League van zich spreken. Hij speelde 26 Champions League wedstrijden, maakte daarin 2x een eigen doelpunt, beide tegen Arsenal en scoorde vier keer aan de goede kant, driemaal tegen een club uit de Franse Ligue 1, AS Monaco, Olympique Lyon en Bordeaux en één maal tegen Arsenal, in dezelfde wedstrijd als waarin hij een eigen doelpunt scoorde, op 7 maart 2007.
Alex was juridisch eigendom van PSV, mede gekocht met geld van Chelsea. Chelsea heeft daarbij een optie tot koop van Alex voor een symbolisch bedrag van 1 dollar bedongen, een deal waarover veel te doen is geweest. Vanaf het seizoen 2007/08 ging hij bij Chelsea spelen na een verblijf van 3 jaar in Eindhoven waarin hij onder andere drie keer landskampioen werd, de halve finale van de Champions League speelde en één keer de KNVB beker won.
Chelsea haalde de verdediger na zijn derde seizoen in Eindhoven naar Londen. Het was lastig om voor Alex een werkvergunning te krijgen. Hij speelde namelijk niet de vereiste 75% van alle A-interlands van zijn land. In zijn eerste jaar bij Chelsea had Alex zware concurrentie van Terry en Carvalho. Mede door een blessure van Terry speelde hij uiteindelijk vaak in het eerste basiselftal. Op 11 december 2008 werd bekend dat Alex weg wilde bij Chelsea omdat hij volgens hem te weinig speelde in het eerste elftal. Helaas voor Alex wilde Chelsea hem niet laten gaan. In januari 2012 tekende Alex bij de Franse grootmacht Paris Saint-Germain. Op 3 augustus 2013 scoorde Alex in de 96e minuut van de blessuretijd met een kopbal de winnende treffer voor Paris Saint-Germain in de Trophée des Champions tegen Girondins Bordeaux.

## Clubstatistieken
| Seizoen | Club                | Competitie     | Duels | Goals |
| ------- | ------------------- | -------------- | ----- | ----- |
| 2002    | Santos FC           | Série A        | 19    | 3     |
| 2003    | Santos FC           | Série A        | 34    | 9     |
| 2004/05 | Santos FC           | Série A        | 4     | 0     |
| 2004/05 | → PSV               | Eredivisie     | 27    | 3     |
| 2005/06 | → PSV               | Eredivisie     | 28    | 2     |
| 2006/07 | → PSV               | Eredivisie     | 29    | 6     |
| 2007/08 | Chelsea             | Premier League | 28    | 2     |
| 2008/09 | Chelsea             | Premier League | 24    | 2     |
| 2009/10 | Chelsea             | Premier League | 16    | 1     |
| 2010/11 | Chelsea             | Premier League | 15    | 2     |
| 2011/12 | Chelsea             | Premier League | 3     | 0     |
| 2011/12 | Paris Saint-Germain | Ligue 1        | 15    | 2     |
| 2012/13 | Paris Saint-Germain | Ligue 1        | 24    | 2     |
| 2013/14 | Paris Saint-Germain | Ligue 1        | 31    | 2     |
| 2014/15 | AC Milan            | Serie A        | 21    | 1     |
| 2015/16 | AC Milan            | Serie A        | 25    | 3     |
| Totaal  | Totaal              | Totaal         | 343   | 40    |

## Interlandcarrière
Op woensdag 16 augustus 2006 maakte hij, net als oud-PSV-doelman Gomes, zijn debuut voor het Braziliaans voetbalelftal in een oefenwedstrijd in en tegen Noorwegen.

## Erelijst
| Competitie                    |        |                           |        |        |
| Competitie                    | Aantal | Jaren                     |        |        |
| Santos                        | Santos | Santos                    | Santos | Santos |
| ----------------------------- | ------ | ------------------------- | ------ | ------ |
| Campeonato Brasileiro Série A | 2x     | 2002, 2004                |        |        |
| PSV                           |        |                           |        |        |
| Eredivisie                    | 3x     | 2004/05, 2005/06, 2006/07 |        |        |
| KNVB beker                    | 1x     | 2004/05                   |        |        |
| Chelsea                       |        |                           |        |        |
| Premier League                | 1x     | 2009/10                   |        |        |
| FA Cup                        | 2x     | 2008/09, 2009/10          |        |        |
| FA Community Shield           | 1x     | 2009                      |        |        |
| Paris Saint-Germain           |        |                           |        |        |
| Ligue 1                       | 2x     | 2012/13, 2013/14          |        |        |
| Coupe de la Ligue             | 1x     | 2013/14                   |        |        |
| Trophée des Champions         | 1x     | 2013                      |        |        |
| Brazilië                      |        |                           |        |        |
| CONMEBOL Copa América         | 1x     | 2007                      |        |        |